# Henry McMahon
Arthur Henry McMahon, född 28 november 1862, död 29 december 1949, var en brittisk militär, kolonial ämbetsman och guvernör i början av 1900-talet över North East Frontier Agency i Indien. Han är upphovsman till McMahonlinjen, som idag är en omstridd gräns mellan Kina och Indien.
McMahon tjänstgjorde huvudsakligen i indiska armén och befordrades till överstelöjtnant. Han var 1905-11 chief commissioner i Belutsjistan och var 1911-14 utrikesminister i Indiens regering. Vid första världskrigets utbrott efterträdde McMahon Kitchener som high commissioner i Egypten, en befattning han innehade till december 1916.